# Certonotus paluma
Certonotus paluma är en stekelart som beskrevs av Ian D. Gauld och Holloway 1986. Certonotus paluma ingår i släktet Certonotus och familjen brokparasitsteklar. Inga underarter finns listade i Catalogue of Life.